# サッカークロアチア女子代表
サッカークロアチア女子代表（サッカークロアチアじょしだいひょう）は、クロアチアサッカー連盟(クロアチア語: Hrvatski nogometni savez、英: Croatian Football Federation, 略称：HNS)によって編成されるサッカーのナショナルチーム。欧州サッカー連盟(UEFA)に所属している。
女子ワールドカップ、オリンピックともに出場はない。

## ワールドカップの成績
- 1991 - 不参加
- 1995 - 不参加
- 1999 - 不参加
- 2003 - 予選敗退
- 2007 - 予選敗退
- 2011 - 予選敗退
- 2015 - 予選敗退
- 2019 - 予選敗退
- 2023 - 予選敗退

## オリンピックの成績
- 1996 - 予選敗退
- 2000 - 予選敗退
- 2004 - 予選敗退
- 2008 - 予選敗退
- 2012 - 予選敗退
- 2016 - 予選敗退
- 2020 - 予選敗退
- 2024 - 参加資格なし

## UEFA欧州女子選手権の成績
クロアチアが独立した1991年以降の成績を記す。
- 1991 - 不参加
- 1993 - 不参加
- 1995 - 予選敗退
- 1997 - 予選敗退
- 2001 - 予選敗退
- 2005 - 予選敗退
- 2009 - 予選敗退
- 2013 - 予選敗退
- 2017 - 予選敗退
- 2022 - 予選敗退

## FIFAランキング
- 最新順位 - 57位(2024年8月)
- 初登場 - 44位(2003年7月)
- 最高順位 - 44位(2005年6月)
- 最低順位 - 65位(2011年6月)

出典: FIFA Women's Ranking

## 選手

### 主な代表選手
- FW
  - アナ・マリア・マルコビッチ